# Marlens
Marlens és un municipi francès situat al departament de l'Alta Savoia i a la regió d'Alvèrnia-Roine-Alps. L'any 2007 tenia 806 habitants.

## Demografia

### Població
El 2007 la població de fet de Marlens era de 806 persones. Hi havia 348 famílies de les quals 96 eren unipersonals (27 homes vivint sols i 69 dones vivint soles), 124 parelles sense fills, 116 parelles amb fills i 12 famílies monoparentals amb fills.
La població ha evolucionat segons el següent gràfic:
Habitants censats

### Habitatges
El 2007 hi havia 431 habitatges, 343 eren l'habitatge principal de la família, 40 eren segones residències i 48 estaven desocupats. 335 eren cases i 94 eren apartaments. Dels 343 habitatges principals, 271 estaven ocupats pels seus propietaris, 63 estaven llogats i ocupats pels llogaters i 9 estaven cedits a títol gratuït; 5 tenien una cambra, 30 en tenien dues, 46 en tenien tres, 93 en tenien quatre i 168 en tenien cinc o més. 311 habitatges disposaven pel capbaix d'una plaça de pàrquing. A 130 habitatges hi havia un automòbil i a 182 n'hi havia dos o més.

### Piràmide de població
La piràmide de població per edats i sexe el 2009 era:
| Homes | Edats   | Dones |
| ----- | ------- | ----- |
| 0     | 95 o +  | 0     |
| 0     | 90 a 94 | 0     |
| 0     | 85 a 89 | 4     |
| 0     | 80 a 84 | 4     |
| 28    | 75 a 79 | 24    |
| 12    | 70 a 74 | 20    |
| 4     | 65 a 69 | 4     |
| 12    | 60 a 64 | 20    |
| 32    | 55 a 59 | 20    |
| 24    | 50 a 54 | 28    |
| 44    | 45 a 49 | 48    |
| 32    | 40 a 44 | 28    |
| 12    | 35 a 39 | 24    |
| 20    | 30 a 34 | 24    |
| 12    | 25 a 29 | 20    |
| 36    | 20 a 24 | 8     |
| 36    | 15 a 19 | 32    |
| 16    | 10 a 14 | 28    |
| 16    | 5 a 9   | 20    |
| 20    | 0 a 4   | 8     |

## Economia
El 2007 la població en edat de treballar era de 539 persones, 395 eren actives i 144 eren inactives. De les 395 persones actives 373 estaven ocupades (202 homes i 171 dones) i 22 estaven aturades (10 homes i 12 dones). De les 144 persones inactives 65 estaven jubilades, 38 estaven estudiant i 41 estaven classificades com a «altres inactius».

### Ingressos
El 2009 a Marlens hi havia 345 unitats fiscals que integraven 847 persones, la mediana anual d'ingressos fiscals per persona era de 19.349 €.

### Activitats econòmiques
Dels 39 establiments que hi havia el 2007, 3 eren d'empreses extractives, 4 d'empreses de fabricació d'altres productes industrials, 9 d'empreses de construcció, 8 d'empreses de comerç i reparació d'automòbils, 5 d'empreses d'hostatgeria i restauració, 1 d'una empresa d'informació i comunicació, 2 d'empreses immobiliàries, 4 d'empreses de serveis i 3 d'empreses classificades com a «altres activitats de serveis».
Dels 15 establiments de servei als particulars que hi havia el 2009, 4 eren tallers de reparació d'automòbils i de material agrícola, 1 guixaire pintor, 2 fusteries, 1 lampisteria, 3 electricistes, 1 perruqueria i 3 restaurants.
Dels 2 establiments comercials que hi havia el 2009, 1 era una sabateria i 1 una botiga de mobles.
L'any 2000 a Marlens hi havia 17 explotacions agrícoles.

## Equipaments sanitaris i escolars
El 2009 hi havia una escola elemental.

## Poblacions més properes
El següent diagrama mostra les poblacions més properes.